# Бојлих
Бојлих (њем. Beulich) општина је у њемачкој савезној држави Рајна-Палатинат. Једно је од 134 општинска средишта округа Рајн-Хунсрик. Према процјени из 2010. у општини је живјело 485 становника. Посједује регионалну шифру (AGS) 7140201.

## Географски и демографски подаци
Бојлих се налази у савезној држави Рајна-Палатинат у округу Рајн-Хунсрик. Општина се налази на надморској висини од 310 метара. Површина општине износи 13,3 km².

## Становништво
У самом мјесту је, према процјени из 2010. године, живјело 485 становника. Просјечна густина становништва износи 37 становника/km².